# Gadung (Driyorejo)
Gadung is een bestuurslaag in het regentschap Gresik van de provincie Oost-Java, Indonesië. Gadung telt 6721 inwoners (volkstelling 2010).